# Diversiteitsmanagement
Diversiteitsmanagement is bedrijfsbeleid dat gericht is op het optimaal gebruikmaken van diversiteit binnen een organisatie. Diversiteitsmanagement streeft ernaar dat alle activiteiten binnen een organisatie bijdragen aan het optimaal en duurzaam benutten van alle medewerkers, rekening houdend met hun verschillen overeenkomsten. 